# پارادوکس نردبان
پارادوکس نردبان یا پارادوکس انبار، یک پارادوکس در نسبیت خاص است که به پدیدهٔ انقباض طول از دیدگاه دو ناظر می‌پردازد.

## صورت پارادوکس

نمایهٔ ۱:هنگامی که نردبان و انبار نسبت به هم ساکن هستند.

یک کشاورز با یک دونده شرط می‌بندد که می‌تواند میله‌ای به طول L را در انباری به طول 3/4L جای دهد.
او از دونده می‌خواهد که با سرعتی نزدیک به سرعت نور به سمت در اصلی انبار بدود. کشاورز انتظار دارد طول میله به علت انقباض طول، به L/2 تبدیل شود.
بدین ترتیب، هنگامی که تمام میله در انبار قرار گرفت، کشاورز در اصلی را می‌بندد و پس از مدتی در پشتی را باز می‌کند تا دونده از آن خارج شود.
اما از دیدگاه دونده که او هم در دستگاه مرجعی لخت قرار دارد. این کار حتی از حالت عادی هم سخت‌تر خواهد شد، زیرا با توجه به دیدگاه او، طول انبار نصف شده و به ۳/۸L کاهش می‌یابد.
حق با چه کسی است؟

### حل پارادوکس

نمایهٔ ۲: حرکت نسبی، از دیدگاه انبار.

نمایهٔ ۳: حرکت نسبی، از دیدگاه دونده و نردبان

اگر زمان مربوط به بسته شدن درهای اصلی و فرعی از دید دو ناظر مختلف را به وسیلهٔ تبدیلات لورنتس به دست بیاوریم. مشاهده می‌کنیم که در دیدگاه دونده، هیچ‌گاه، دو در همزمان بسته نیستند. در دیدگاه او، ابتدا سر نردبان وارد انبار می‌شود، سپس در پشتی باز شده و سر نردبان از آن جا خارج می‌شود، بعد از این مرحله، انتهای نردبان به در اصلی می‌رسد و سپس در اصلی بسته می‌شود.
بدین ترتیب، نظر آن‌ها با یک دیگر متناقض نیست.

### انباری با یک در
اگر درپشتی، وجود نداشته باشد چه اتفاقی می‌افتد؟
در این حالت، دستگاه مرجع دونده، لخت نخواهد بود. زیرا به علت برخورد با دیوار، نیرو و در نتیجه شتاب می‌گیرد.
به همین دلیل، بررسی این پدیده، در نسبیت خاص، ممکن نیست و فقط باید به دیدگاهِ کشاورز توجه کرد.
اما واقعاً چه اتفاقی می‌افتد؟
وقتی سر میله با دیوار برخورد می‌کند، مدتی طول می‌کشد تا انتهای میله، تحت تأثیر برخورد قرار بگیرد، زیرا نیروهای ناشی از برخورد مانند هر پدیدهٔ دیگری سرعتی محدود و کم‌تر از نور دارند.
بنابرین، انتهای میله، که هنوز از برخورد اطلاعی ندارد، تا مدتی به حرکت ادامه می‌دهد و در نتیجه میله فشرده می‌شود.
پیشبینی مرحلهٔ بعد از طی شدن این بازهٔ زمانی، و فشردگی کامل میله، به جنس میله بستگی دارد.
در این حالت، ممکن است به علت خاصیت الاستیکی میله به حالت اولیهٔ خود برگردد، یا بشکند.